# マツダ・J型エンジン
マツダ・J型エンジンはマツダによって製造された2.0L～3.0Lの60°V型6気筒ガソリンエンジンである。これはマツダの量産車にとっては初めてのV型6気筒エンジンである。ボアピッチは108mm。

## JF
2.0リッターのSOHC18バルブエンジンである。1986-91年のルーチェに採用された。
- 2.0L SOHC 18バルブ
- 動弁機構：SOHC 吸気2 排気1
- 排気量：1,997 cc
- 内径×行程：74.0 mm×77.4 mm
- 圧縮比：9.2
- 最高出力：110 PS/5,500 rpm
- 最大トルク：17.1 kg・m/4,000 rpm
- 使用燃料：無鉛レギュラー

## JF-T
2.0リッターのSOHC18バルブターボエンジンである。1986-91年のルーチェに採用された。
- 2.0L SOHC 18バルブ　ターボ
- 動弁機構：SOHC 吸気2 排気1
- 排気量：1,997 cc
- 内径×行程：74.0 mm×77.4 mm
- 圧縮比：8.0
- 最高出力：145 PS/5,000 rpm
- 最大トルク：23.5 kg・m/2,500 rpm
- 使用燃料：無鉛レギュラー

## JE（EGI）
3.0リッターのSOHC18バルブエンジンである。ルーチェ、MPVに採用された。
- 3.0L SOHC 18バルブ
- 動弁機構：SOHC 吸気2 排気1
- 排気量：2,954 cc
- 内径×行程：90.0 mm×77.4 mm
- 圧縮比：8.5
- 最高出力：160PS/5,500rpm
- 最大トルク：24.0 kg・m/4,000rpm
- 使用燃料：無鉛レギュラー

## JE-DOHC
3.0リッターのDOHC24バルブエンジンである。1988-91年のルーチェに採用された。
- 3.0L DOHC 24バルブ
- 動弁機構：DOHC 吸気2 排気2
- 排気量：2,954 cc
- 内径×行程：90.0 mm×77.4 mm
- 圧縮比：9.5
- 最高出力：200PS/6,000rpm
- 最大トルク：26.5 kg・m/4,500rpm
- 使用燃料：無鉛プレミアム

## JE-ZE
3.0リッターのDOHC24バルブエンジンである。センティア、MS-9に採用された。
- 3.0L DOHC 24バルブ
- 動弁機構：DOHC 吸気2 排気2
- 排気量：2,954 cc
- 内径×行程：90.0 mm×77.4 mm
- 圧縮比：9.5
- 最高出力：200PS（2代目センティアは205ps）/6,000rpm
- 最大トルク：27.7 kg・m/3,500rpm
- 使用燃料：無鉛プレミアム

## JE-E
3.0リッターのSOHC18バルブエンジンである。センティア（2代目）、MPVに採用された。
- 3.0L SOHC 24バルブ
- 動弁機構：SOHC 吸気2 排気2
- 排気量：2,954 cc
- 内径×行程：90.0 mm×77.4 mm
- 圧縮比：8.5
- 最高出力：160PS/5,500rpm
- 最大トルク：25.0 kg・m/2,500rpm
- 使用燃料：無鉛レギュラー

## J5-DE
2.5リッターのDOHC24バルブエンジンである。センティア（初代）、MS-9、ボンゴフレンディに採用された。
- 2.5L DOHC 24バルブ
- 動弁機構：DOHC 吸気2 排気2
- 排気量：2,494 cc
- 内径×行程：82.7 mm×77.4 mm
- 圧縮比：9.0
- 最高出力：160 PS/6,000 rpm
- 最大トルク：21.5 kg・m/3,500 rpm
- 使用燃料：無鉛レギュラー